# Victor Lobry
Victor Lobry, né le 16 juin 1995 à Soissons (Aisne), est un footballeur français qui évolue au poste de milieu de terrain à l'Amiens SC.

## Biographie
Victor Lobry débute le football au CS Villeneuve-Saint-Germain, à côté de Soissons, où son père est entraîneur. Il est aujourd'hui le parrain de l'école de football. 

## Carrière en club
À l'âge de 13 ans, Lobry intègre le pôle espoirs de Reims, puis les équipes du Stade de Reims, club avec lequel il est finaliste de la Coupe Gambardella en 2014. Lobry s'incline en finale face à l'AJ Auxerre de Kenji-Van Boto, futur coéquipier au Pau FC.
Lobry débute ensuite sa carrière en CFA et National, avant de signer avec le Pau FC le 13 juin 2020.   

### Pau FC

#### 2020-2021
Victor Lobry rejoint le Pau FC au début de la toute première saison professionnelle du club, faisant ses débuts  en Ligue 2 lors d'une défaite 3-0 contre le Valenciennes FC, le 22 août 2020. À l'instar du club et de ses coéquipiers, Lobry tarde à s’acclimater au monde professionnel durant sa première saison en Ligue 2. Cependant, à partir de la trêve hivernale, Lobry hausse progressivement son niveau de jeu et s'affirme comme la révélation paloise de la saison au poste de milieu offensif, et s'impose comme un des passeurs les plus efficaces du championnat.
Lobry inscrit notamment son premier but en professionnel face à l'USL Dunkerque au Nouste Camp.
Victor Lobry est unanimement désigné comme le MVP de la saison 2020-2021 du Pau FC. Lobry dispute ainsi 37 match, inscrivant 3 buts et 7 passes décisives.   
Durant cette saison, Victor Lobry a par ailleurs couvert près de 12 km de moyenne par match.

#### 2021-2022
Victor Lobry s'engage pour une seconde saison avec le Pau FC, malgré de nombreuses sollicitations à l'intersaison et change de numéro, abandonnant le 8 pour le 19, en hommage à son fils Gabin, né un 19. 
Lobry s'impose comme l'un des joueurs à suivre lors de la saison de Ligue 2 2021-2022.
Lors de la victoire face à l'Association sportive Nancy-Lorraine en ouverture du championnat, Victor Lobry délivre une passe décisive pour Ebenezer Assifuah, et offre la victoire aux Maynats dans les arrêts de jeu,. 
À la trêve, Lobry avec 4 buts et 2 passes décisives est le joueur le plus décisif des Maynats. 
Durant cette saison, Lobry confirme qu'il reste le joueur qui court le plus de Ligue 2.

### AS Saint-Étienne
En juillet 2022, Victor Lobry quitte Pau et s'engage avec l'AS Saint-Etienne. Arrivé libre, il signe un contrat de deux ans qui le lie aux Verts jusqu'en 2024. À son arrivée, il est considéré par Laurent Batlles, son nouvel entraîneur, comme « l’un des meilleurs éléments de Ligue 2 BKT ». 
Il joue son premier match avec les Verts dès la première journée de Ligue 2 face à Dijon, où il est titularisé. Il enchaîne les titularisations au milieu de terrain jusqu'à la cinquième journée de championnat, face à Valenciennes, où il se blesse à la cheville en début de match, ce qui l'écarte des terrains durant quelques matchs. Il fait son retour quelques semaines plus tard et inscrit son premier but lors de la neuvième journée contre Guingamp.

### En avant de Guingamp
Le 20 janvier 2024, Victor Lobry résilie son contrat avec l'AS Saint-Étienne et rejoint l'EA Guingamp jusqu'à la fin de la saison 2023-2024. Il s'impose dans le onze guingampais, participant à 18 rencontres de Ligue 2, dont 14 titularisations. Néanmoins, au terme de la saison, il ne trouve pas de terrain d'entente avec l'EAG sur les termes d'une prolongation de contrat et quitte le club.

### Amiens SC
Sans club à la suite de son aventure bretonne, il rebondit à l'Amiens SC, toujours en Ligue 2, où il s'engage le 21 janvier 2025 pour 18 mois.

## Autres activités
Il est le parrain de l'association Football Écologie France depuis mars 2021,.